# Odeon Tower

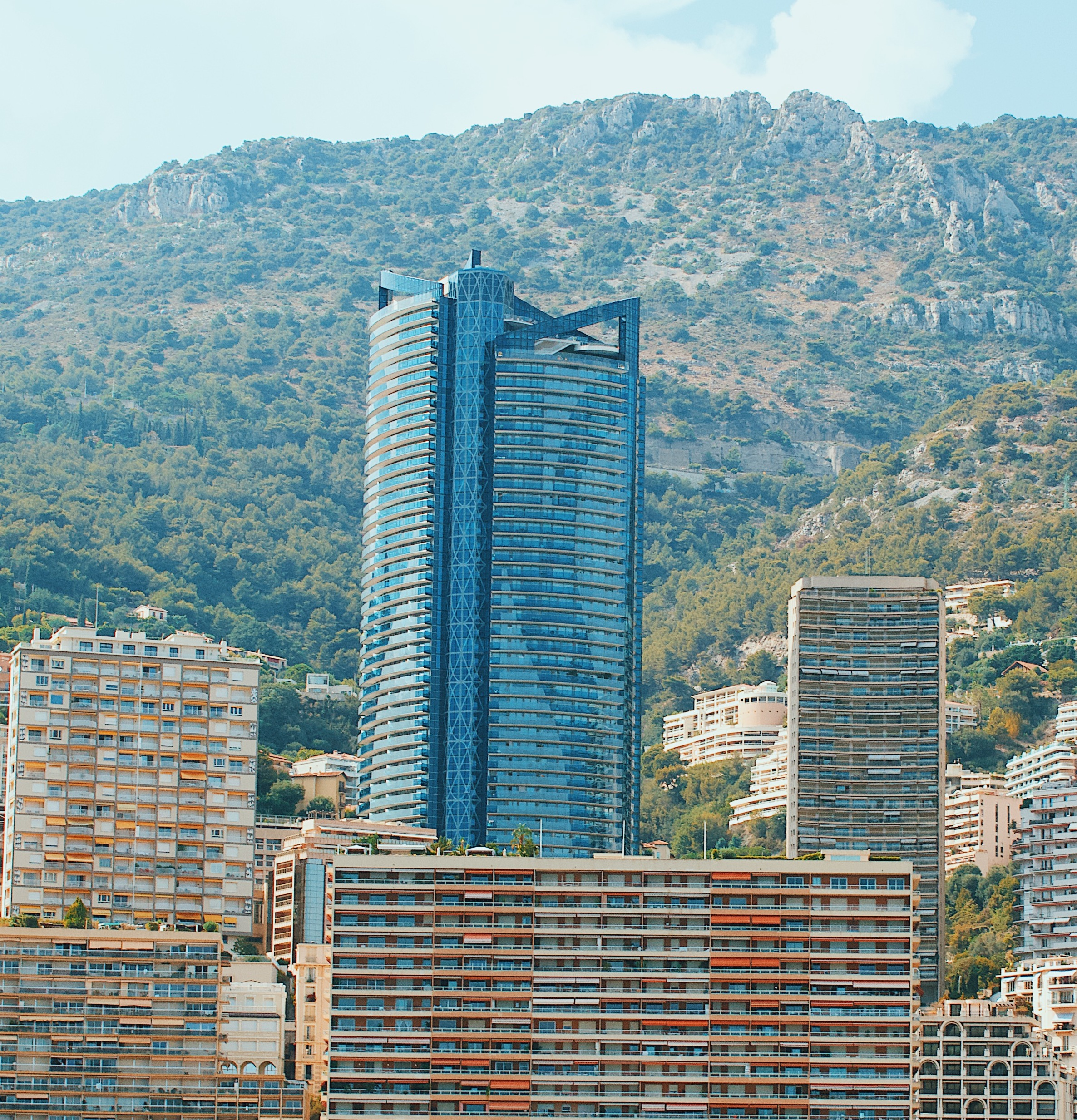

Башня Одеон (фр. Tour Odéon) — небоскрёб, расположенный в княжестве Монако. Является самым высоким зданием в стране.

## История
В конце 1980-х годов князь Ренье III решил прекратить строительство высотных зданий в Монако по эстетическим соображениям и критики некоторых проектов. В 2008 году его сын, князь Альберт II предложил план высотной застройки одного из районов. Проект и строительство комплекса были одобрены Департаментом урбанистики княжества и самим князем. Строительство Башни Одеон, которая должна была стать главной в комплексе, было окончательно одобрено парламентом Монако, Национальным советом, 12 февраля 2009 года.
Проект был разработан компанией Groupe Marzocco в сотрудничестве с архитектором Александром Джиральди и дизайнера интерьеров Альберто Пинто.
С июля по август 2009 года проходили подготовительные работы. В январе 2012 завершено строительство первого этажа. В декабре 2012 завершено строительство 25-го этажа. В июле 2013 года здание достигло проектной высоты. В апреле 2015 года объект был сдан.

## Описание
Высота здания составляет 170 метров. В небоскрёбе 49 этажей, 259 апартаментов, в том числе 2 двухуровневые квартиры, площадью 1200 м² каждая и 1 пентхаус площадью 3500 м² на 5 этажах). 157 квартир нижних этажей, в которые можно попасть через отдельный вход, предназначены для социального жилья. 
В здании также 10 подземных уровней с 543 парковочными местами.
Помимо жилья в небоскрёбе расположен ресторан и офисы, оздоровительный центр с спа-салоном, фитнес-центром и бассейном.
Общий вестибюль украшен настенными скульптурами французского художника Матео Морнара. Частный вестибюль и все частные общественные помещения башни были спроектированы Альберто Пинто.
В Odeon Tower расположен пентхаус, который в СМИ назывался как самый дорогой в мире. Его цена в 2014 году оценивалась в 240 миллионов фунтов стерлингов.